# Blue and Red
Blue and Red är en låt framförd av sångerskan ManuElla.
Låten var Sloveniens bidrag till Eurovision Song Contest 2016 i Stockholm. Den framfördes i den andra semifinalen i Globen den 12 maj 2016 där den fick 57 poäng och hamnade på plats 14 av 18, vilket innebar att den inte kvalificerade sig till final.

## Komposition
Låtens musik är komponerad av Manuela Brečko själv i samarbete med Marjan Hvala, medan låttexten är skriven av Leon Oblak.